# CLPPNG
CLPPNG è il primo album del gruppo musicale hip hop statunitense Clipping, pubblicato nel 2014. Ottiene 73/100 su Metacritic ed entra in due classifiche negli Stati Uniti.
| Recensione | Giudizio |
| ---------- | -------- |
| AllMusic   |          |
| NME        |          |
| PopMatters |          |
| Pitchfork  |          |

## Tracce
Testi di Daveed Diggs.
1. Intro – 1:04
2. Body & Blood – 4:28
3. Work Work (featuring Cocc Pistol Cree) – 3:41
4. Summertime (featuring King T) – 4:02
5. Taking Off – 4:49
6. Tonight (featuring Gangsta Boo) – 4:35
7. Dream – 5:29
8. Get Up (featuring Mariel Jacoda) – 2:55
9. Or Die (featuring Guce) – 4:05
10. Inside Out – 3:36
11. Story 2 – 2:11
12. Dominoes – 5:58
13. Ends – 5:25
14. Williams Mix (featuring Tom Erbe) – 4:22

## Classifiche settimanali
| Classifica (2014)         | Posizione massima |
| ------------------------- | ----------------- |
| US Heatseekers Albums     | 22                |
| US Top R&B/Hip-Hop Albums | 46                |